# Frumoasa (Harghita)
Frumoasa é uma comuna romena localizada no distrito de Harghita, na região histórica da Transilvânia. A comuna possui uma área de 84.06 km² e sua população era de 3550 habitantes segundo o censo de 2007.